# Lekići
Lekići este un sat din municipiul Podgorica, Muntenegru. Conform datelor de la recensământul din 2003, localitatea are 196 de locuitori (la recensământul din 1991 erau 189 de locuitori).

## Demografie
În satul Lekići locuiesc 145 de persoane adulte, iar vârsta medie a populației este de 38,5 de ani (37,4 la bărbați și 39,6 la femei). În localitate sunt 56 de gospodării, iar numărul mediu de membri în gospodărie este de 3,50.
|  |

| Demografie | Demografie | Demografie |
| An         | Locuitori  | Locuitori  |
| ---------- | ---------- | ---------- |
|            |            |            |
|            |            |            |
|            |            |            |
|            |            |            |
| 1948       | 133        |            |
| 1953       | 129        |            |
| 1961       | 163        |            |
| 1971       | 140        |            |
| 1981       | 157        |            |
| 1991       | 189        | 189        |
| 2003       | 199        | 196        |

| \| Componența etnică conform recensământului din 2003[2] \| Componența etnică conform recensământului din 2003[2] \| Componența etnică conform recensământului din 2003[2] \| Componența etnică conform recensământului din 2003[2] \| Componența etnică conform recensământului din 2003[2] \| \| ----------------------------------------------------- \| ----------------------------------------------------- \| ----------------------------------------------------- \| ----------------------------------------------------- \| ----------------------------------------------------- \| \| \| \| \| \| \| \| Muntenegreni \| Muntenegreni \| \| 157 \| 80,1% \| \| Sârbi \| Sârbi \| \| 26 \| 13,26% \| \| Croați \| Croați \| \| 1 \| 0,51% \| \| Iugoslavi \| Iugoslavi \| \| 1 \| 0,51% \| \| necunoscută \| necunoscută \| \| 0 \| 0% \| |              |  |     |        |
| Componența etnică conform recensământului din 2003 |              |  |     |        |
| |              |  |     |        |
| Muntenegreni | Muntenegreni |  | 157 | 80,1%  |
| Sârbi | Sârbi        |  | 26  | 13,26% |
| Croați | Croați       |  | 1   | 0,51%  |
| Iugoslavi | Iugoslavi    |  | 1   | 0,51%  |
| necunoscută | necunoscută  |  | 0   | 0%     |